# Відкрита книжка (книжкова серія)
Систематизоване видання української дожовтневої літератури — книжкова серія, що виходила у київському видавництві «Держлітвидав» (з 1964 перейменоване у «Дніпро») починаючи з 1957 року і налічує понад 100 томів.
Всі книжки мали суперобкладинку та логотип із відкритою книгою у правій верхній частині переднього форзацу, через що дану серію почали називати «Відкрита книжка». 
На перших суперобкладинках зазначалося: «У 1957 році Держлітвидав України починає випускати в світ систематизоване видання кращих творів української дожовтневої літератури».